# Zona Debubaji
Zona Debubaji je jedna od pet zona Etiopije u regiji Tigraj. 

## Zemljopisne osobine
Debubaji leži na sjeveru Etiopske visoravni. S jugozapada graniči s Regijom Amhara, sa sjeverozapada sa Zonom Mehakelenjaj, sa sjevera sa Zonom Misrakaji te s istoka s regijom Afar. Najviša planina ove zone je Amba Alagi  (3949 m), najveće jezero je Ašenge, najveći gradovi su Alamata i Mek'ele. 

## Stanovništvo
Prema podacima Središnje statističke agencije Etiopije za 2005., Zona Debubaji imala je
1.239.988 stanovnika, od toga je 610.164 bilo muškaraca, te 629.824 žena. Gradsko stanovništvo čini 29,1% ili 361.252 stanovnika. 
Sa svojih 9.310,96 km² - Debubaji ima gustoću od 133,18 stanovnika na 1 km²
Najveće etničke skupine u Zoni su Tigré 92,1%, potom Amharci s 5,4%, zatim slijede Agaji s 1,5% sve ostale etničke skupine imaju 1,0%. Tigrinju kao materinji jezik govori 91,7% stanovnika, a amharski govori 6.3% stanovnika. 
Najveći broj stanovnika zone su vjernici etiopske tevahedo Crkve, njih 92,2%, potom slijede muslimani sa 7,6%.
Prema izvješću Svjetske banke od 24. svibnja 2004., 15% stanovnika Zone Debubaji ima priključak na električnu energiju. Cestovna mreža ima prosjek od 80,2 km na 1000 km². Prosječno seosko domaćinstvo imalo je posjed od 0,8 ha (usporedbe radi etiopski nacionalni prosjek je 1,01 ha, a regionalni 0,51 ha)
Osnovnu školu pohađa 64% djece školske dobi, a 24% pohađa srednju školu.